# Boris Iwanowitsch Nikolajewski

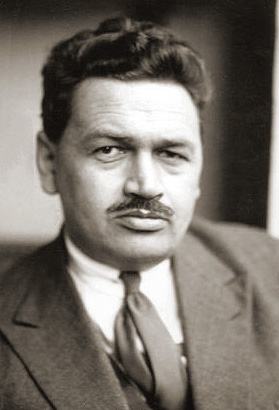
Boris Iwanowitsch Nikolajewski (ca. 1936)

Boris Iwanowitsch Nikolajewski (russisch Борис Иванович Николаевский; * 20. Oktober 1887 in Belebei, Kaiserreich Russland; † 21. Februar 1966 in Menlo Park, Kalifornien) war ein Archivar und Historiker der russischen Sozialdemokratie sowie ein führender Menschewik.
Nikolajewski ist Autor einer Biographie über Jenny und Karl Marx. Diese und sein Roman Asew. Die Geschichte eines Verrats erschienen in Deutschland 1932/33 noch in der Reihe Der Bücherkreis.

## Leben
Nikolajewski war Sohn eines griechisch-orthodoxen Priesters. Als dieser 1899 gemeinsam mit einem weiteren Sohn ertrank, musste die Mutter die übrige Familie ernähren. Seit 1898 ging Nikolajewski auf das Gymnasium, erst in Samara, dann in Ufa. Ab 1903 gehörte er einem revolutionären Kreis von Jugendlichen an und las sozialistische und sozialdemokratische Literatur. Ab spätestens 1904 gehörte er der Sozialdemokratischen Arbeiterpartei Russlands an und wurde für sein politisches Engagement immer wieder verhaftet.
Nikolajewski gehörte politisch den Menschewiki an. Den Ersten Weltkrieg verbrachte er in der Verbannung in Irkutsk. Nach der Februarrevolution 1917 kehrte er nach Petrograd zurück, übernahm verschiedene Positionen in unterschiedlichen Kommissionen und wurde schließlich Inspektor für das Archivwesen. Am 21. Februar 1921 wurde er als Mitglied der Sozialdemokratischen Arbeiterpartei Russlands verhaftet.
Nikolajewski reiste, aus der UdSSR ausgewiesen, nach Berlin, wo er am 11. Februar 1922 eintraf. Hier war er journalistisch und publizistisch tätig. Die SPD machte ihm das Angebot, die Betreuung des Russischen Sozialdemokratischen Archivs zu übernehmen, das im Gebäude des Parteivorstandes untergebracht war. Unter seiner Leitung entwickelte sich das Archiv zum größten der russischen Auswanderung. Ab Dezember 1924 war Nikolajewski für das Marx-Engels-Institut tätig und übernahm wichtige Koordinierungsarbeiten im Zuge der Erschließung des Nachlasses von Marx und Engels. Er erhielt durch die SPD den direkten Zugang zu allen Materialien. Er arbeitete eng mit Dawid Borissowitsch Rjasanow zusammen und hatte Kontakt zu Persönlichkeiten wie Eduard Bernstein und Pawel Borissowitsch Axelrod, von denen er auch Archivmaterialien erhielt. Die Personalakte Boris Nikolajewski (Akten des Reichskommissars für Überwachung der öffentlichen Ordnung) befindet sich im Militärarchiv zu Moskau (RGVA, Bestand 772k, Findbuch 3, Akte 761).
Nikolajewski floh angesichts der Machtergreifung der Nationalsozialisten aus Berlin nach Frankreich. Dort übernahm er von 1935 bis 1940 die Leitung der Pariser Dependance des Internationalen Instituts für Sozialgeschichte. Im Zuge der Deutschen Besetzung Frankreichs im Zweiten Weltkrieg musste er erneut fliehen und gelangte im November 1940 schließlich in die Vereinigten Staaten. Nach einer kurzen Zeit der Arbeitslosigkeit erhielt er ein Stipendium der Rockefeller-Stiftung und arbeitete für die Radiosender Voice of America und Free Europe. Im Rang eines Hauptmannes der United States Army kehrte er nach Kriegsende nach Europa zurück und begab sich auf die Suche nach seinen Sammlungen. In den USA wurde er Mitarbeiter an der New Yorker Columbia University und war bis Ende der 1950er Jahre Direktor der American Labor Archives and Research Institute.
Seine große Sammlung revolutionärer Dokumente befindet sich im Hoover-Institut. Die Sammlung war dort 1963 übernommen worden und Nikolajewski war bis zu seinem Ableben dort als Kurator der Sammlung tätig.

## Schriften (Auswahl)
- Jenny Marx. Ein Lebensabriß. J. H. W. Dietz Nachf., Berlin 1931. (Separatabdruck aus Die Gesellschaft. 8. Jg., 1931, Nr. 12.)
- Asew. Die Geschichte eines Verrats. Der Bücherkreis GmbH, Berlin 1932.
- Der neuzeitliche Antisemitismus und die “Protokolle der Weisen von Zion”. Zuerst 1935.
  - wieder in: Alexander Stein: Adolf Hitler, Schüler der ”Weisen von Zion“. ça ira Verlag, Freiburg 2011 ISBN 978-3-862591039, im Anhang
- mit Otto Mänchen-Helfen: Karl Marx. Eine Biographie. Vorwort 1937. Vorwort zur deutschen Ausgabe 1963. Dietz Nachfolger, Hannover 1963